# 1913 en combiné nordique
| Années du combiné nordique : 1910 - 1911 - 1912 - 1913 - 1914 - 1915 - 1916    |
| Décennies du combiné nordique : 1880 - 1890 - 1900 - 1910 - 1920 - 1930 - 1940 |

Cette page reprend les résultats de combiné nordique de l'année 1913.

## Festival de ski d'Holmenkollen
L'édition 1913 du festival de ski d'Holmenkollen fut remportée, comme l'année précédente, par le norvégien Lauritz Bergendahl devant ses compatriotes Embret Mellesmo, qui sera champion de Norvège l'année suivante, et Lars Høgvold.

## Championnats nationaux

### Championnat d'Allemagne
L'épreuve du championnat d'Allemagne de combiné nordique 1913 fut remportée par le norvégien Lauritz Bergendahl.

### Championnat de Finlande
Les résultats du championnat de Finlande 1913 manquent.

### Championnat de France
Le championnat de France 1913 se déroula dans les Vosges, à Gérardmer. Le vainqueur fut Alfred Couttet, comme en 1909.

### Championnat d'Italie
L'épreuve du championnat d'Italie 1913 fut annulée.

### Championnat de Norvège
Le championnat de Norvège 1913 se déroula à Hamar, Brumunddal, sur le Frambakken.
Le vainqueur fut Johan Kristoffersen, suivi par Lars Høgvold et Sverre Østbye.

### Championnat de Suède
Le championnat de Suède 1913 a distingué Olof Tandberg (sv), du club Djurgårdens IF.

### Championnat de Suisse
Le Championnat de Suisse de ski 1913 a eu lieu à La Chaux-de-Fonds.
Le champion 1913 fut Per Simonsen, de Saint-Moritz, comme l'année précédente.